# Andrea Benatti
Pas d'image ? Cliquez ici

a Compétitions nationales et continentales officielles uniquement.

b Matchs officiels uniquement.
Dernière mise à jour le 15 septembre 2022.
Andrea Benatti (né le 8 novembre 1979 à Viadana, Italie) est un joueur italien de rugby à XV.

## Biographie
Andrea Benatti est troisième ligne aile et mesure 1,90 m pour 93 kg. 
Il a honoré sa première cape internationale le 10 novembre 2001 à Trévise (Italie) avec l'équipe d'Italie pour une victoire 66-10 contre les Fidji en tant que remplaçant entré en cours de jeu.
Il est contraint de mettre un terme à sa carrière de joueur en 2011, à la suite d'une blessure à la rétine.

## Clubs successifs
- Rugby Viadana  Italie 2000-2010
- Aironi Rugby  Italie 2010-2011

## Sélection nationale
(au 31/07/2006) 
- 5 sélections avec l'Italie
- Sélections par année : 3 en 2001, 1 en 2002, 1 en 2003.
- Tournoi des Six Nations disputé: 2002
- Coupe du monde de rugby disputée : 2003 (1 match, 0 comme titulaire).